# Mohill
Mohill is een plaats in het Ierse graafschap County Leitrim. De plaats telt 786 inwoners.